# Benken (Wiesenburg/Mark)
Benken ist ein Ortsteil der Gemeinde Wiesenburg/Mark im Landkreis Potsdam-Mittelmark in Brandenburg.

## Geografie

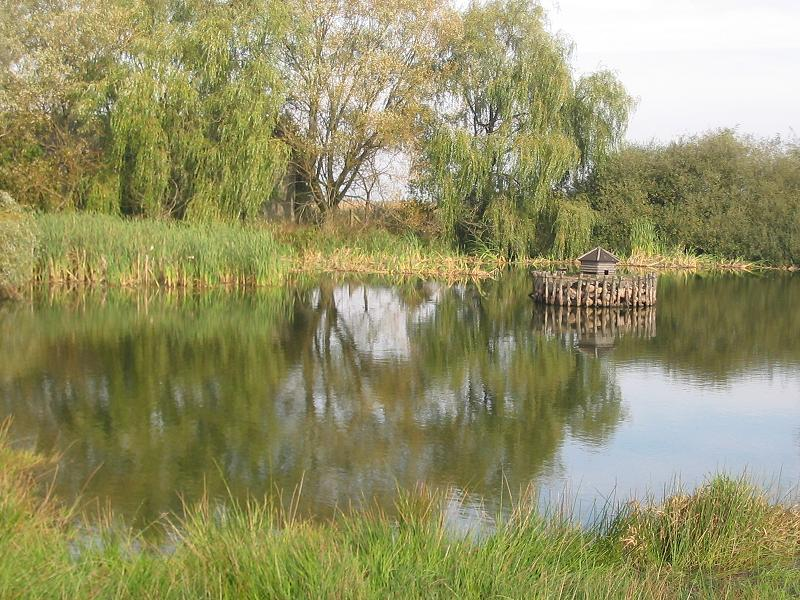
Dorfteich in Benken

Der Ort liegt nördlich des Gemeindezentrums. Es folgen im Uhrzeigersinn: Bad Belzig, Klein Glien, Schmerwitz, Schlamau und Görzke. Rund zwei Drittel der Gemarkung werden landwirtschaftlich genutzt; weitere große Flächen sind bewaldet.

## Geschichte

### 14. bis 16. Jahrhundert
Benken entstand als Straßendorf und wurde 1375 erstmals in seiner noch heute genutzten Schreibweise urkundlich erwähnt. In dieser Zeit existierte bereits eine spätromanische Feldsteinkirche; dem Pfarrer standen von den 40 Hufen zwei Pfarrhufen zu, der Dorfschulze bewirtschaftete vier Hufen. Die Oberberichtsbarkeit lag 1375 bei einer Familie de Byern(Bygern). Über einige Jahrhunderte war der Ort kaum bewohnt und erschien im 15. Jahrhundert als „wüste Dorfstete zu Bencken“. Im Jahr 1452 wurde entschieden, dass die Wüstung bencken im Kurfürstentum Sachsen verbleiben sollte. Das Dorf kam vor 1487 in den Besitz der Familie von Hacke.
Nach den von Hacke folgte der Herr Reinwald (Reinhold), Heidereiter aus Belzig, der vor 1526 bis 1530 das Dorf besaß und an die von Ziegesar weitergaben. Aus dem Jahr 1542 sind lediglich zwei Bauern mit ihren Familien überliefert; 1550 waren es vier Gärtner („ganz arme Leute“). 1555 entstand ein Rittergut auf der Gemarkung, das sich jedoch auch nur langsam entwickelte. Die von Ziegesar hielten sich nicht vor Ort auf und so war es 1575 unklar, ob sie auch das Kirchenpatronat innehielten. Drei Jahre später übernahmen die von Thümen das Dorf. Dieses wurde allerdings als wüste Dorfstätte bezeichnet und umfasste außerdem 10 Morgen (Mg) vorm Lütter Sterz und 9 1⁄2 Mg Wiese an der Catharinenwiese bei Brück (1548).

### 17. und 18. Jahrhundert
Im Dreißigjährigen Krieg lagen im Jahr 1640 von sieben Hufnerhöfen drei wüst; alle fünf Kossätenhöfe waren ebenfalls unbesetzt. Nachweisbare Gutsherren stellte die Familie von Thümen, aus deren Hauslinie Göbel, beginnend mit Levin Friedrich von Thümen (1669–1748), gefolgt vom Sohn Hans Georg von Thümen-Göbel (1693–1770). In dieser Zeit lebten im Jahr 1676 lediglich fünf Einwohner im Dorf. Von den elf Stellen waren 1682 immer noch nur fünf besetzt, während die von Thümen ihren Besitz um 13 Mg Wiese vergrößern konnten.
Eine Statistik von 1706 führte den Schulzen mit Haus und Hof sowie kleiner Wort auf. Hinzu kamen drei Einwohner mit Haus und Hof sowie ein Wort, zwei mit Haus und Hof sowie ein Wörtgen, einer mit Haus und Hof und einem keleinen Wörtgen sowie ein Gärtner mit Haus und Hof. Zwei Gärtner besaßen ein Haus und Hof mit kleinem Gärtgen, ein Gärtnerhof und die Krügerstelle waren unbesetzt. Ein weiterer Vertreter war Friedrich Karl von Thümen-Göbel (1765–1824), liiert mit zuerst mit der Generalstochter Johanna von Ebra, dann mit der Tochter eines Kammerpräsidenten, Henriette von Tevenar. Herr von Thümen selbst war fürstlich anhaltinischer Geheimrat. Im 18. und 19. Jahrhundert gab es im Ort Benken einen Müller, einen Schmied, einen Leineweber sowie einen Krüger. Die sieben Kossäten bewirtschafteten im Jahr 1747 je nur 1⁄7 Hufe. Für das Jahr 1764 waren weiterhin sieben Einsietbtelhufner verzeichnet, weiterhin vier Häusler und ein Windmüller. Im Jahr 1777 waren es sieben Kossäten und fünf Häusler.

### 19. Jahrhundert
Mitte des 19. Jahrhunderts wird Benken als Mannlehn-Gut tituliert. Dorf und Rittergut umfassten im Jahr 1837 insgesamt 17 Wohnhäuser. Das Dorf war 1858 insgesamt 254 Mg groß: 20 Mg Gehöfte und 234 Mg Acker und bestand mit einem Abbau Windmühle. Im Dorf standen drei öffentliche, 16 Wohn- und 24 Wirtschaftsgebäude, darunter eine Getreidemühle. Das Rittergut war 1368 Mg groß: 2 Mg Gehöfte, 600 Mg Acker, 52 Mg Wiese und 714 Mg Wald und bestand mit dem Abbau Forsthaus Schrödershütte sowie drei Wohn- und acht Wirtschaftsgebäuden. Das Generaladressbuch der Rittergutsbesitzer für Preußen weist mindestens bis 1879 den Rittergutsbesitz der Familie von Thümen aus, mit 386 ha. Hier war Benken bereits im Eigentum derer von Thümen-Blankensee. Letzter adeliger Gutsherr war dann der Politiker Friedrich Wilhelm von Loebell, der oft in Benken weilte, bis nach 1914.

### 20. und 21. Jahrhundert

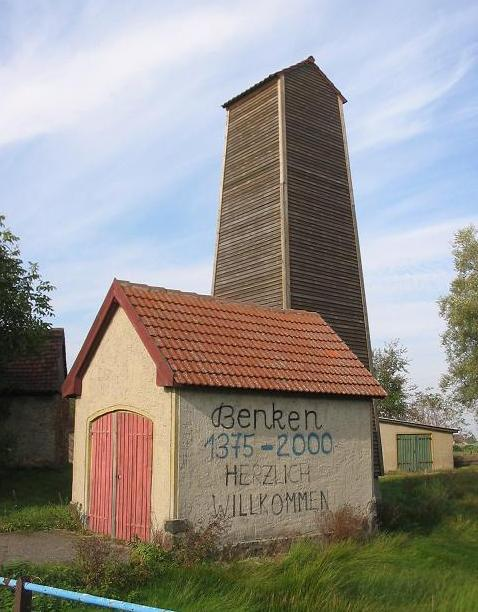
Gebäude der Freiwilligen Feuerwehr

Nach 1914 fiel das Gut Benken in bürgerliche Hände, spätestens 1923. Die Gutsgröße blieb über die Jahrhunderte konstant. 1929 hat das Rittergut Benken eine Gesamtgröße von 387 ha, davon waren 160 ha Ackerflächen und 170 ha Forsten. Damaliger Besitzer ist Alfred Siewerts. Kurz darauf wurde das Rittergut 1928 mit dem Gemeindebezirk vereinigt und Benken wurde 1931 Landgemeinde mit 29 Wohnhäusern und 35 Haushaltungen.
Vor dem Ausbruch des Zweiten Weltkrieges existierten 26 Landwirte. Im Jahr 1946 wurden im Rahmen der Bodenreform 326,8 Hektar (ha) enteignet: 122 ha Acker, 5,7 ha Wiese, 194 ha Wald, 1,3 ha Ödland und 3,5 ha Gewässer. Davon gingen 67,67 ha an sieben nichtlandwirtschaftliche Arbeiter, Angestellte und Handwerker, 90,64 ha an sieben Landarbeiter, 92,15 ha an 18 Altbauern, 12,55 ha an einen Neubauern und 64,81 ha an die Gemeinde. Aus Schmerwitz erhielten zehn Bauern eine Zulage von 35,59 ha. Drei Bauern schlossen sich in der Zeit der DDR im Jahr 1958 zu einer LPG Typ I mit 28 Hektar Fläche zusammen. Hinzu kamen Neubauern, die fünf Häuser mit Nebengebäuden am Schlamauer Weg errichteten. Im Jahr 1960 gab es zwei LPG Typ I mit 58 Mitgliedern und 362 ha Fläche, die sich im Folgejahr zusammenschlossen. Die LPG wurde 1974 mit der LPG Typ III Werbig zur LPG Werbig-Benken vereinigt. 2006 erhielt der Ort den Anschluss an eine neue Wasserversorgung.

### Bevölkerungsentwicklung
| Jahr      | 1817 | 1837 | 1858 | 1871 | 1885 | 1895 | 1905 | 1925 | 1939 | 1946 | 1964 | 1971 |
| --------- | ---- | ---- | ---- | ---- | ---- | ---- | ---- | ---- | ---- | ---- | ---- | ---- |
| Einwohner | 70   | 100  |      |      |      |      |      | 144  | 141  | 178  | 135  | 132  |
| Dorf      |      |      | 104  | 111  | 125  | 116  | 108  |      |      |      |      |      |
| Gut       |      |      | 20   | 12   | 12   | 13   | 26   |      |      |      |      |      |

## Sehenswürdigkeiten

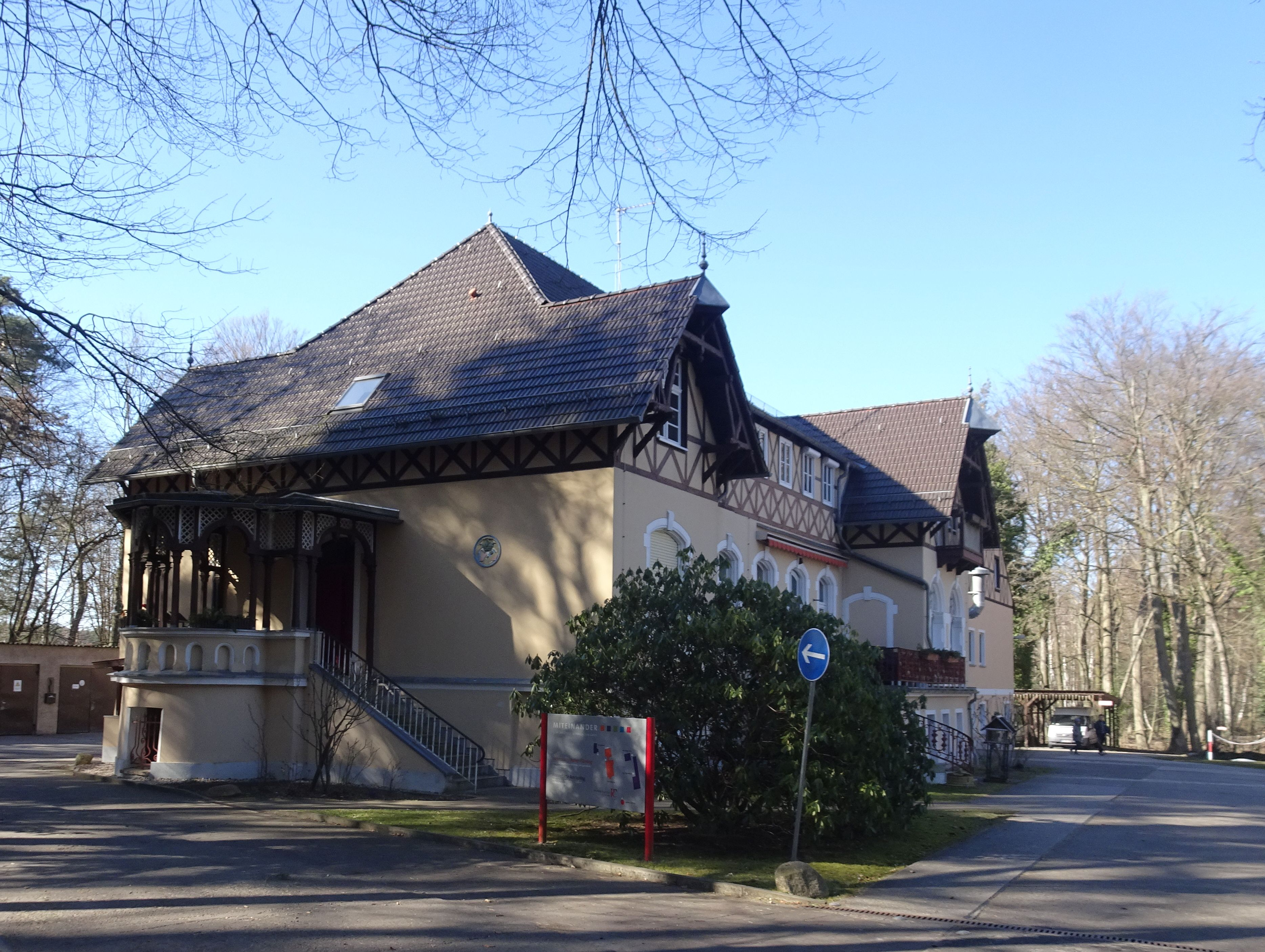
Denkmalgeschützter Jagdsitz

- Die Dorfkirche Benken entstand in der ersten Hälfte des 13. Jahrhunderts. Im Innern stehen eine Kanzel aus der zweiten Hälfte des 17. Jahrhunderts sowie die Kindergrabsteine derer von Thümen.
- Der Jagdsitz in der Straße Am Spring 1 aus dem Jahr 1901 steht unter Denkmalschutz.

## Kultur
- Im Dorfgemeinschaftshaus mit Jugendclub finden regelmäßig Veranstaltungen statt. Für weitere Aktivitäten existieren ein Spielplatz sowie ein Festplatz.
- Im Ort ist die Freiwillige Feuerwehr Benken aktiv. Daneben gibt es einen Verein der Treckerfreunde, die Benkener Chronisten, eine Rentnergruppe, ein Ortsbauernverband sowie eine Jagdgenossenschaft.

## Wirtschaft und Infrastruktur
Neben mehreren landwirtschaftlichen Betrieben existieren eine Autowerkstatt sowie ein Schuhhandel. Ein gemeinnütziger Träger betreibt eine Kinderwohnstätte im Ort. Sie befindet sich im 1820 angelegten Forsthaus Schrödershütte, das von 1974 bis zur Wende als rehabilitationspädagogische Fördereinrichtung genutzt wurde. Die dort untergebrachten Jugendlichen wurden ab 1987 in Betriebe in Görzke und Bad Belzig vermittelt.
Die Straße Am Spring führt in West-Ost-Richtung durch den Ort. Im Dorfzentrum zweigt die Werbiger Straße nach Norden hin ab. Die Buslinien 559 und 593 des VBB stellen eine Verbindung mit Bad Belzig, Hohenlobbese und Görzke her.